# Béguentigué
Béguentigué (ou Beguemtigue) est une localité du Burkina Faso située dans le département de Sollé, la province du Loroum et la région du Nord, à proximité de la frontière avec le Mali.

## Population
Lors du recensement de 2006, on y a dénombré 1 450 habitants. 